# Churhat
Churhat (o Chorhat) è una suddivisione dell'India, classificata come nagar panchayat, di 13.102 abitanti, situata nel distretto di Sidhi, nello stato federato del Madhya Pradesh. In base al numero di abitanti la città rientra nella classe IV (da 10.000 a 19.999 persone).

## Geografia fisica
La città è situata a 24° 25' 60 N e 81° 40' 60 E e ha un'altitudine di 330 m s.l.m..

## Società

### Evoluzione demografica
Al censimento del 2001 la popolazione di Churhat assommava a 13.102 persone, delle quali 7.014 maschi e 6.088 femmine. I bambini di età inferiore o uguale ai sei anni assommavano a 2.181, dei quali 1.132 maschi e 1.049 femmine. Infine, coloro che erano in grado di saper almeno leggere e scrivere erano 7.370, dei quali 4.690 maschi e 2.680 femmine.